# Chitonodytes longispinosus
Chitonodytes longispinosus är en djurart som tillhör fylumet bukhårsdjur, och som först beskrevs av A. Greuter 1917. Chitonodytes longispinosus ingår i släktet Chitonodytes och familjen Chaetonotidae. Inga underarter finns listade i Catalogue of Life.